# 日喀则职业技术学院
日喀则职业技术学院是中国西藏自治区日喀则市政府举办的全日制专科公办高等职业院校，坐落于日喀则经济开发区，总规划占地面积803亩、招生规模10000人。预计2025年9月首次招生，设置护理、婴幼儿托育服务与管理、现代农业技术等专业6个。

## 历史
- 2024年3月，日喀则职业技术学院项目在日喀则市经济开发区开工建设。[2]
- 2025年3月，西藏自治区教育厅发布《关于设立日喀则职业技术学院的公示》。[3]
- 2025年5月，中华人民共和国教育部发布《教育部办公厅关于公布2025年度第二批实施专科教育高等学校备案名单的函》，日喀则职业技术学院正式被批准设置。[4]

## 院系、专业设置

### 专业设置
- 藏医学
- 护理学
- 婴幼儿托育服务与管理
- 现代农业技术
- 现代物流管理
- 汽车检测与维修技术

## 校园
日喀则职业技术学院坐落于日喀则经济开发区，总规划占地面积803亩。2024年开工建设，实际用地面积577.52亩，建筑面积90510.84平方米，预计2025年7月份竣工。